# Шодон Норант
Шодон Норант (фр. Chaudon-Norante) насеље је и општина у Француској у региону Прованса-Алпи-Азурна обала, у департману Горњопровансалски Алпи која припада префектури Дињ ле Бен.
По подацима из 2011. године у општини је живело 167 становника, а густина насељености је износила 4,46 становника/km². Општина се простире на површини од 37,48 km². Налази се на средњој надморској висини од 666 метара (максималној 1.612 m, а минималној 628 m).

## Демографија
| 1962. | 1968. | 1975. | 1982. | 1990. | 1999. | 2011. |
| ----- | ----- | ----- | ----- | ----- | ----- | ----- |
| 75    | 90    | 72    | 76    | 101   | 129   | 167   |

График промене броја становника у току последњих година